# Francesco Sacrati (Kardinal)

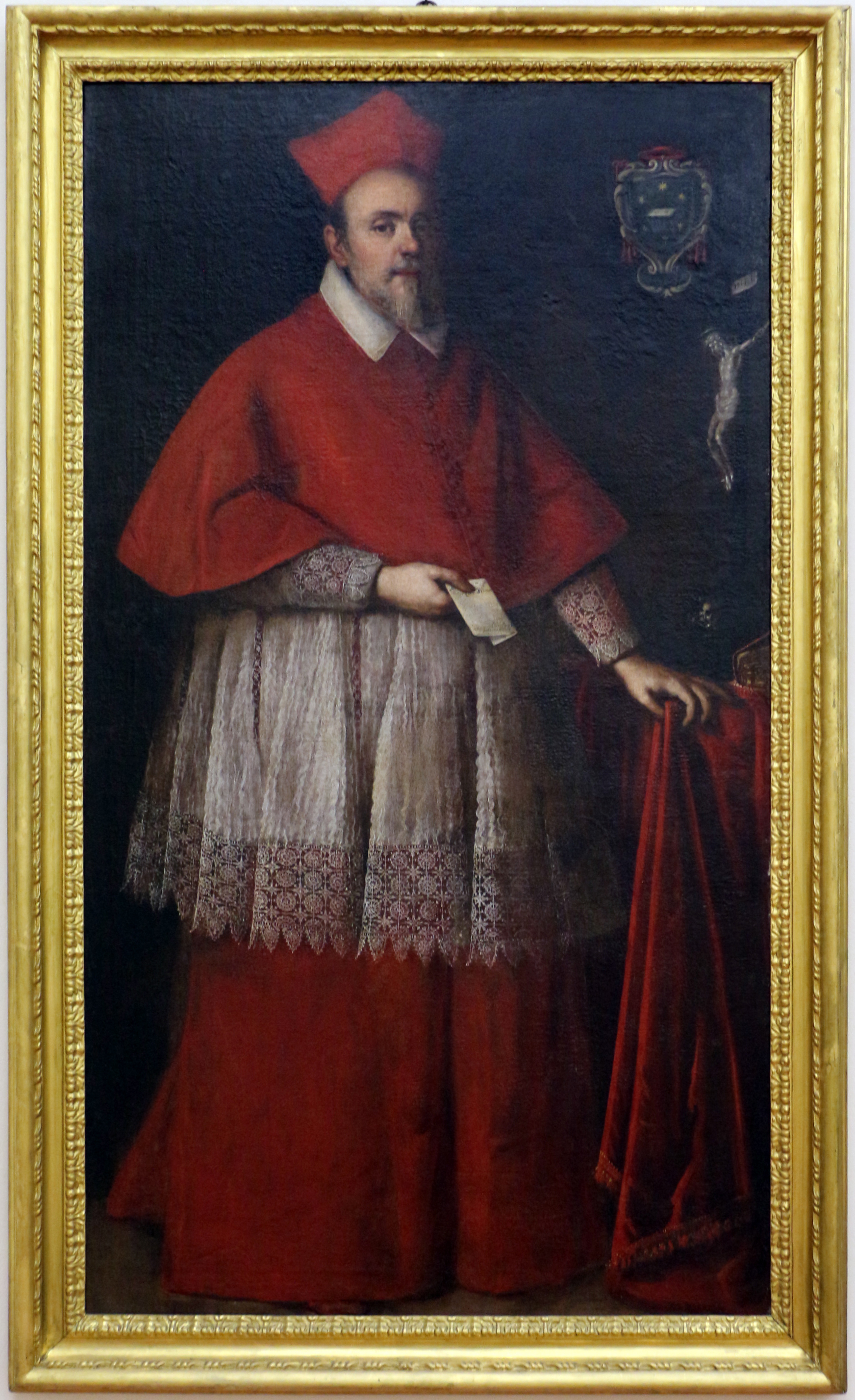
Francesco Kardinal Sacrati (Porträt aus dem 1. Drittel des 17. Jh.)

Francesco Sacrati (* 1567 in Ferrara; † 6. September 1623 in Rom) war ein italienischer römisch-katholischer Bischof und Kardinal.

## Leben
Francesco Sacrati wurde 1567 in Ferrara geboren. Seine Eltern waren Marquis Tommaso Sacrati und Camilla Sacrati. Er war Neffe von Ercole Sacrati und Bruder von Alfonso Sacrati, beide Bischöfe von Comacchio.
Er studierte an der Universität Bologna und schloss mit dem Doctor iuris utriusque ab.
1595 wurde er Referendar am Tribunal der Apostolischen Signatur. Am 5. Oktober 1596 wurde er Gouverneur von Fano. Am 25. Juni 1599 wurde er Auditor am Apostolischen Palast und der Römischen Rota.
Papst Paul V. ernannte ihn am 5. November 1612 zum Titularerzbischof von Damascus. Kardinal Scipione Caffarelli Borghese spendete ihm am 31. Dezember 1612 in der Sixtinischen Kapelle die Bischofsweihe. Mitkonsekratoren waren Fabio Biondi, Titularpatriarch von Jerusalem, und Volpiano Volpi, Erzbischof von Chieti. Am 12. Februar 1621 wurde er zum Präfekten der Apostolischen Datarie ernannt. Papst Gregor XV. erhob ihn am 19. April 1621 zum Kardinal. Am 17. Mai 1621 wurde ihm die Titelkirche San Matteo in Merulana zugewiesen und der Galero überreicht. Im Juli 1621 wurde er zum Kommandeur des Souveränen Malteserordens und am 22. März 1622 zum Kommendatarabt von San Giovanni di Castagneto (Reggio Calabria) ernannt. Am 23. Mai 1622 wurde er zum Erzbischof ad personam von Cesena ernannt. Er nahm am Konklave 1623 teil, welches Papst Urban VIII. wählte.
Er starb am 6. September 1623 im Alter von 56 Jahren und wurde in der Kirche Santa Maria dell’Anima beigesetzt.